# Avgyijivka
Avgyijivka (cirill betűkkel: Авдіївка) város Ukrajna a Donecki területének Pokrovszki járásában. Avgyijivka község székhelye. Donecktől 13 km-re északra, a Szkotovata folyó felső folyásánál fekszik. Lakossága a 2001-es  népszámlálás idején 37 200 fő volt.
Jelentős nehézipari központ volt, a város mellett található Ukrajna legnagyobb kokszgyára, az Avgyijivkai Kokszolóüzem.

## Története
Az első települést a 18. század közepén alapították az Orosz Birodalom Kurszki, Voronyezsi és Poltavai kormányzóságából érkező telepesek. A falut az első telepes, Avgyij után Avgyijivkának (oroszul Avgyejevka) nevezték el.
A település a 19. században a Jekatyerinoszlavi kormányzóság Bahmuti járásához tartozott. Egy 1859-es összeírás szerint a falunak 2299 lakója volt. 
A település 1956-ban kapott városi rangot. 1959-ben kezdték el építeni az Avgyijivkai Kokszolóüzemet, amelyet 1963. november 30-án nyitottak meg. 
A kelet-ukrajnai háború elején, 2014 áprilisában rövid időre orosz ellenőrzés alá került, de az Ukrán Fegyveres Erők 2014 júliusában visszafoglalták. Ezt követően a város az Ukrajna és a Donyecki Népköztársaság közötti frontvonal ukrán oldalán volt. Az Ukrajna elleni orosz invázió kezdete óta támadta a város az orosz hadsereg. A lakosság nagy része a háború miatt elmenekült, a város lakossága 2023 októberében már csak kb. ezer fő volt. Az orosz hadsereg 2023 október közepén fokozta a város elleni támadásokat, kezdetben kevés sikerrel. A várost 2024. január közepéig az Ukrán Fegyveres Erők 110. önálló gépesített dandárja védte, majd a 3. önálló rohamdandárt is a város védelmére vezényelték. Orosz oldalról a kb. hét dandárnyi erő támadta a várost. A csapatok bekerítésétől tartva az ukrán erőket először 2024. február 16-án Avgyijivka délkeleti részén elhelyezkedő megerősített állásaikból (ún. Zenyit pozíció), majd február 17-én a város területéről is kivonták.

## Népesség
A város népessége a 2001-es ukrajnai népszámlálás idején 32 700 fő volt. Ekkor a lakosság 63,5%-a ukránnak, 33,7%-a orosz nemzetiségűnek vallotta magát. Mellettük még belarusz és görög nemzetiségűek laktak ott, az ő részarányuk 0,9 és 0,6%-t tett ki. Nyelvhasználat szempontjából a lakosság 87,17%-a orosz, 12,51%-a ukrán anyanyelvűnek vallotta magát.

## Gazdasága
Avgyijivka gazdaságát a nehézipar határozta meg. A város legfontosabb ipari létesítménye az Avgyijivkai Kokszolóüzem, amely Európa legnagyobb kokszgyártói közé tartozik, és egyúttal Ukrajna legnagyobb kokszgyára volt. Az üzemet 1963-ban nyitották meg. Legfőbb terméke a kohókoksz volt (Ukrajna kohókokszgyártásának 23%-t adta), de összesen 31 féle terméket állított elő, köztük kénsavat és műtrágyát is gyártott. A kokszolóüzem a 2022-es orosz inváziót követően jelentős károkat szenvedett, majd a 2023 októberében kezdődött avgyijivkai csatában teljesen elpusztult.
Építőipara és építőanyag-gyártása is jelentős volt. A városban vasbeton üzem is működött. A várostól 2 km-re található az avgyijivkai kvarchomokbánya, ahol ipari felhasználásra (üveggyártásra) alkalmas, magas szilicium-dioxid tartalmú kvarchomokot bányásznak. Ez a bánya volt korábban az ukrajnai üveggyárak egyik fő nyersanyagszállítója.